# Lac Carole (Rivière-Mistassini)
Pour les articles homonymes, voir Carole.
Le lac Carole est un plan d’eau douce de la zone de tête de la rivière Mistassibi, situé dans le territoire non organisé de Rivière-Mistassini, dans la municipalité régionale de comté (MRC) de Maria-Chapdelaine, dans la région administrative du Saguenay–Lac-Saint-Jean, dans la province de Québec, au Canada. Le lac Carole est situé près de la limite des régions administratives du Nord-du-Québec et du Saguenay-Lac-Saint-Jean.
Le versant du lac Carole est desservi par la route forestière R0206 laquelle passe du côté Sud et Ouest du lac. Quelques routes forestières secondaires desservent le secteur surtout pour les besoins de la foresterie et des activités récréotouristiques.
La surface du lac Carole est habituellement gelée de la fin novembre au début avril, toutefois la circulation sécuritaire sur la glace se fait généralement de la mi-décembre à la mi-avril.

## Géographie
Les principaux bassins versants voisins du lac Carole sont :
- côté nord : lac de la Lune, Lac Dubray, lac Fayel, lac Témiscamie ;
- côté est : lac Rigolo, lac Marabout, lac Gazeau, lac Machisque, rivière Péribonka ;
- côté sud : rivière Mistassibi, lac Pistolet, lac Richaume ;
- côté ouest : lac en Dentelle, lac De Vau, lac à l’Eau Froide, lac Témiscamie, rivière Témiscamie.

Le lac Carole comporte une superficie de 2,72 km2, une longueur de 2,9 km, une largeur maximale de 1,3 km et une altitude de 550 m. De nature difforme, ce lac comporte plusieurs presqu’îles et baies.
L’embouchure du lac Carole est localisée au fond d’une baie de la rive Ouest, soit à :
- 0,6 km à l’Est du cours de la rivière Mistassibi ;
- 1,9 km au Nord-Ouest de la route forestière R0206 ;
- 2,6 km au Nord-Ouest de l’embouchure du lac Richaume ;
- 9,8 km au Nord-Est du lac De Vau ;
- 13,2 km au Sud-Ouest du lac Dubray ;
- 115,7 km au Sud-Est de l’embouchure du lac Témiscamie ;
- 19,1 km à l’Ouest du lac Machisque ;
- 23,6 km au Nord-Est du lac à l'Eau Froide ;
- 234,5 km au Nord-Ouest de la confluence de la rivière Mistassibi et de la rivière Mistassini ;
- 253 km au Nord-Ouest de la confluence de la rivière Mistassini et du lac Saint-Jean[1].

À partir de l’embouchure du lac Carole, le courant descend sur la décharge du lac Carole sur 1,6 km, le cours de la rivière Mistassibi sur km généralement vers le Sud, puis le cours de la rivière Mistassini sur 22,7 km vers le Sud-Ouest. À l’embouchure de cette dernière, le courant traverse le lac Saint-Jean sur 42,7 km vers l’Est, puis emprunte le cours de la rivière Saguenay vers l’Est sur 155 km jusqu'à la hauteur de Tadoussac où il conflue avec le fleuve Saint-Laurent.

## Toponymie
Le terme « Carole » constitue un prénom d’origine française.
Le toponyme « lac Carole » a été officialisé le 29 août 1972 par la Commission de toponymie du Québec.